# لین رمزی
لین رمزی (انگلیسی: Lynne Ramsay؛ زادهٔ ۵ دسامبر ۱۹۶۹) یک کارگردان، فیلم‌نامه‌نویس، و فیلم‌بردار اهل بریتانیا است. وی از سال ۱۹۹۵ میلادی تاکنون مشغول فعالیت بوده‌است.